# Muammar Z.A.
Muammar Zainal Asyikin (en árabe: معمر زين العاشقين‎; Pemalang, Java Central, 14 de junio de 1954) a veces abreviado Muammar ZA o Muammar Za es un popular recitador superior de Qari o Corán y Hafiz de Indonesia muy conocido a nivel nacional e internacional. 
Ganó los concursos de recitación del Corán conocidos como Musabaqah Tilawatil Quran ("MTQ") durante el decenio de 1980 en Indonesia y en el extranjero. Su talento fue reconocido durante la infancia en su ciudad natal Pemalang, donde participó y ganó un Concurso Coránico infantil local en 1962 cuando tenía sólo 7 años de edad.
Es conocido por tener una gran cantidad de logros relacionados con los concursos de lectura del Corán. En 1967 obtuvo el primer lugar en el Concurso de Recitación del Corán ("MTQ") de la provincia de Jogjakarta, y después de eso ganó en 1972 y 1973 representando a la provincia de Jogjakarta en el nivel nacional del Concurso de Recitación del Corán en Indonesia. En 1979 y 1986 ganó el Concurso de Recitación Coránica a nivel internacional, y debido a sus logros, fue invitado a recitar en el Istana Nurul Iman de Brunéi, Palacio Nacional de Malasia, y hasta en el Oriente Medio.
Fue invitado por Jamia Binoria a recitar el Corán en Pakistán en 2009.También fue invitado a recitar en Turquía (IGMG Aileler Günü) en 2004.